# Abadiotes
Les abadiotes sont un peuple disparu, d’origine arabo-musulmane et sarrasine, installé sur l’île de Candie (ancien nom de l’île de Crète) en 825,.

## Historique
Au XIXe siècle, on dénombrait 4 000 individus répartis entre une vingtaine de villages.